# Welby (Colorado)
Welby ist ein Census-designated place im Adams County im Bundesstaat Colorado der Vereinigten Staaten.
Das U.S. Census Bureau hat bei der Volkszählung 2020 eine Einwohnerzahl von 15.553 ermittelt.  Die Fläche beträgt 9,9 Quadratkilometer.